# 글로벌고메이서비시스
글로벌고메이서비시스(영어: Global Gomet Services)는 대한민국의 지주 회사이다. BHC와 아웃백스테이크하우스, 슈퍼두퍼의 대한민국 법인 등을 자회사로 두고 있다. 대주주는 MBK파트너스다.

## 사업 부문
- BHC
- 아웃백스테이크하우스
- 슈퍼두퍼
- 그램그램
- 족발상회
- 원조큰맘할매순대국

## 같이 보기
- CJ푸드빌
- 이랜드이츠
- 신세계푸드
- 한화푸드테크